# Tolland (Connecticut)
Tolland è un comune di 13.146 abitanti degli Stati Uniti d'America, situato nella Contea di Tolland nello Stato del Connecticut.